# The Giver
The Giver (bra: O Doador de Memórias; prt: O Dador de Memórias) é um filme americano de drama distópico e ficção científica de 2014, dirigido por Phillip Noyce e produzido pela Walden Media. É estrelado por Jeff Bridges, Brenton Thwaites, Odeya Rush, Meryl Streep, Alexander Skarsgård, Katie Holmes, Cameron Monaghan, Taylor Swift e Emma Tremblay. O filme é baseado no romance homônimo de 1993 de Lois Lowry, sendo ele o primeiro da franquia chamada The Giver Quartet. Estreou em 11 de agosto de 2014 e foi lançado nos Estados Unidos em 15 de agosto de 2014 e no Brasil ocorreu no dia 11 de setembro de 2014. Arrecadou US$ 67 milhões com um orçamento de US$ 25 milhões e recebeu uma indicação ao People's Choice Award de "Filme Dramático Favorito". 

## Premissa
Em mundo perfeito, onde não há mais guerras, racismo, tristezas ou doenças, todos são membros de uma comunidade e são encarregados de uma função específica. Aos 18 anos de idade, Jonas é selecionado para ser o novo Receptor de Memórias da sua comunidade, uma pessoa que tem a missão de guardar todas as memórias, indesejáveis ou não, do passado e tristezas dos habitantes. Contudo, diante dessas novas descobertas, Jonas se vê em meio a difíceis situações e escolhas, descobrindo que tal utopia, é uma verdadeira distopia.

## Elenco e personagens
- Jeff Bridges como O Doador
- Meryl Streep como Anciã Chefe
- Brenton Thwaites como Jonas
- Alexander Skarsgård como pai de Jonas
- Odeya Rush como Fiona
- Katie Holmes como mãe de Jonas
- Taylor Swift como Rosemary
- Cameron Monaghan como Asher
- Emma Tremblay como Lilly

## Produção
Jeff Bridges inicialmente queria filmar o filme em meados da década de 1990, tendo um roteiro escrito em 1998. Várias barreiras prejudicaram a produção do filme, inclusive quando a Warner Bros. comprou os direitos em 2007. No final, os direitos foram parar nas mãos da The Weinstein Company e Walden Media. 
Bridges originalmente pretendia que seu próprio pai, Lloyd Bridges, interpretasse o personagem-título, O Doador, mas ele morreu em 1998.
As filmagens começaram em 7 de outubro de 2013 na Cidade do Cabo e Joanesburgo. Meryl Streep gravou algumas das suas cenas na Inglaterra, onde ela também filmou o musical de Rob Marshall Into the Woods, antes de fazer filmagens adicionais dois meses depois em Paarl, uma cidade perto da Cidade do Cabo. As filmagens foram concluídas em 13 de fevereiro de 2014, em Utah.

## Música
A partitura de The Giver foi composta por Marco Beltrami. A música "Ordinary Human" da banda OneRepublic foi apresentada no filme. O filme também apresenta "Silent" da cantora Tori Kelly. A trilha sonora foi lançada em 5 de agosto de 2014 pela Interscope Records.

## Lançamento
O primeiro trailer saiu no dia 19 de março de 2014. Em 11 de abril de 2014, mais cenas do longa foram reveladas. No dia 9 de julho de 2014, foi revelado que a banda OneRepublic faria parte da trilha sonora com a canção "Ordinary Human", junto a um terceiro trailer.

### Pré-estreia
Em 11 de julho de 2014, foi anunciado que a The Weinstein Company e a Walden Media se uniriam à Fathom Events para transmitir a estreia do tapete vermelho para mais de 250 cinemas nos Estados Unidos em 11 de agosto, quatro dias antes de seu lançamento oficial. O Ziegfeld Theatre sediou a estreia do filme na cidade de Nova York.

### Bilheteria
Ele arrecadou US$ 45,1 milhões na América do Norte e US$ 21,9 milhões no exterior para um total mundial de US$ 67 milhões, contra um orçamento de produção de US$ 25 milhões. O filme arrecadou US$ 4,7 milhões no dia da estreia. No fim de semana de estreia, o filme arrecadou US$ 12,3 milhões, terminando em 5º lugar nas bilheterias.

## Recepção
No Rotten Tomatoes, o filme tem uma taxa de aprovação de 35% com base em 171 críticas e uma classificação média de 5,3/10. O consenso crítico do site diz: "Phillip Noyce dirige The Giver com graça visual, mas o filme não se aprofunda o suficiente nas ideias instigantes do material clássico de origem". No Metacritic, o filme detém uma pontuação de 47 em 100 com base em 33 críticos, indicando "críticas mistas ou médias". Richard Roeper deu ao filme um "C" e afirmou que "a magia [do livro] se perde na adaptação".

## Prêmios e indicações
| Prêmio                                      | Categoria                                                                 | Nomeado(a)                                           | Resultado | Ref.   |
| ------------------------------------------- | ------------------------------------------------------------------------- | ---------------------------------------------------- | --------- | ------ |
| Denver Film Critics Society 2015            | Melhor Canção Original                                                    | "Ordinary Human"                                     | Indicado  | [ 25 ] |
| Golden Trailer Awards 2015                  | Golden Fleece                                                             | The Weinstein Company Buddha Jones                   | Venceu    | [ 25 ] |
| Golden Trailer Awards 2015                  | Melhor Comercial de TV de Fantasia/Aventura                               | The Weinstein Company Aspect                         | Indicado  | [ 25 ] |
| Heartland Film 2014                         | Prêmio de Imagem Verdadeiramente Comovente                                | Phillip Noyce Asis Productions The Weinstein Company | Venceu    | [ 25 ] |
| Hollywood Music In Media Awards (HMMA) 2014 | Melhor Supervisão Musical - Filme                                         | Dana Sano                                            | Indicado  | [ 25 ] |
| Hollywood Music In Media Awards (HMMA) 2014 | Melhor Álbum de Trilha Sonora                                             | The Giver                                            | Indicado  | [ 25 ] |
| Movieguide Awards 2015                      | Prêmio Fé e Liberdade para Cinema                                         | The Giver                                            | Venceu    | [ 25 ] |
| 41º People's Choice Awards                  | Filme Dramático Favorito                                                  | The Giver                                            | Indicado  | [ 25 ] |
| The Joey Awards 2014                        | Atriz Jovem de 9 Anos ou Menos em um Papel Principal em um Longa-Metragem | Emma Tremblay                                        | Indicado  | [ 25 ] |